# Neder-Betuwe
Neder-Betuwe este o comună în provincia Gelderland, Țările de Jos. 

## Localități componente
Dodewaard, Echteld, IJzendoorn, Kesteren, Ochten, Opheusden.